# Algemene Begraafplaats Leidsestraatweg

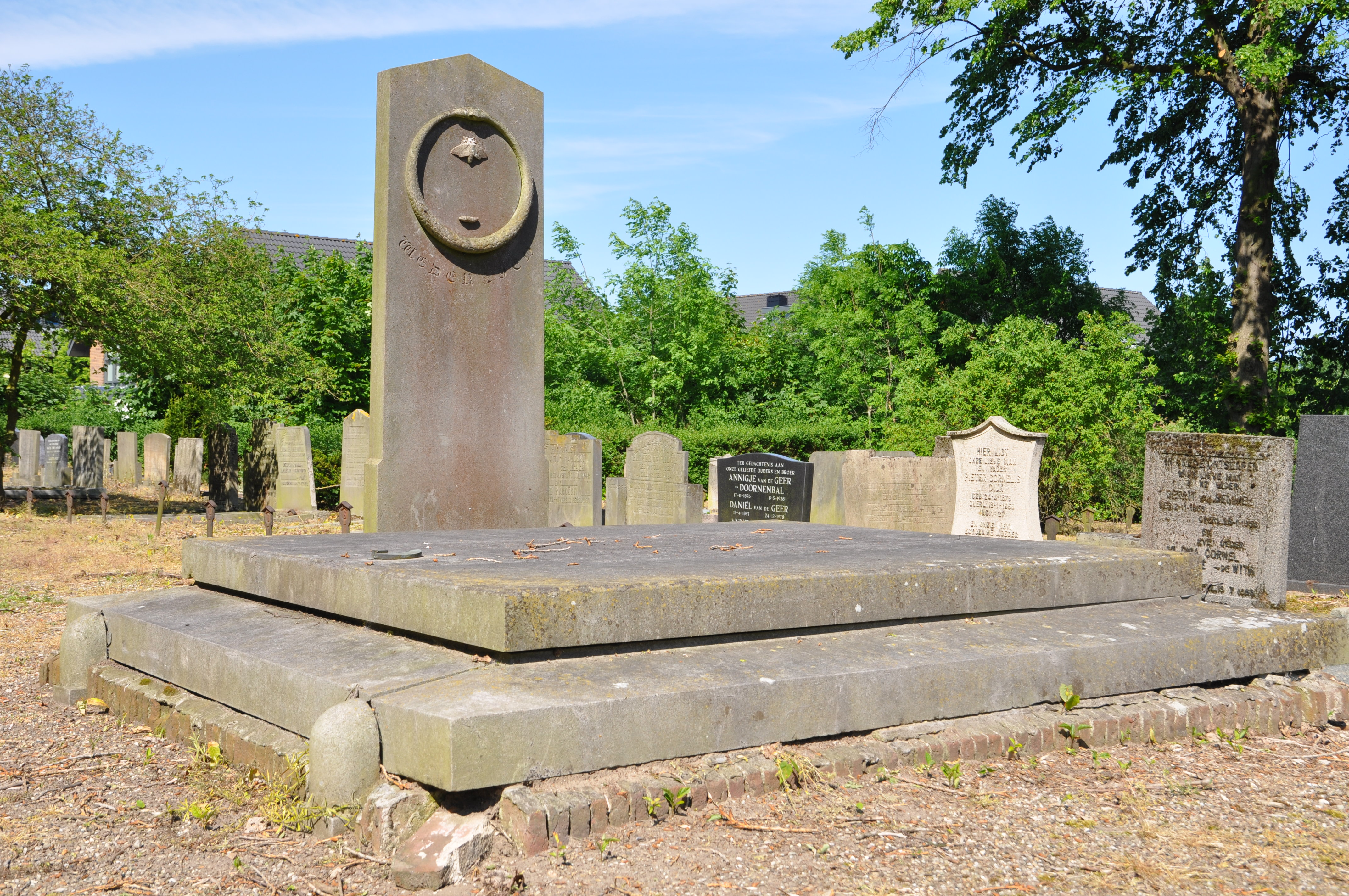
Grafmonument van jhr. Caan van Maurik, overleden in 1888.

Algemene Begraafplaats Leidsestraatweg is een begraafplaats in de Nederlandse plaats Harmelen in de provincie Utrecht. De begraafplaats is in verval geraakt en zal in 2014 worden opgeknapt. Het meest in het oog springende graf is dat van jonkheer Caan van Maurik uit 1888.
De begraafplaats heeft een monumentaal karakter, maar is geen erkend monument. De graven dateren van 1930 tot 1975. Bijna alle graven zijn uitgegeven, slechts enkele kunnen nog gebruikt worden voor een bijzetting. Nieuwe graven worden niet meer uitgegeven.